# 富樫家延
富樫 家延（とがし いえのぶ）は、室町時代後期の武将・守護大名。父は富樫政親、母は熱田神宮大宮司友平娘。

## 生涯
富樫政親の嫡男として誕生。
応仁元年（1467年）、応仁の乱が勃発して父・政親は細川勝元方の東軍に与した。ところが、叔父・幸千代（父の弟）は山名宗全方の西軍に与したため、政親・幸千代兄弟の家督争いが勃発した。
文明5年（1473年）、真宗高田派門徒や甲斐敏光と結んだ幸千代に敗れて、父は加賀を追われた。しかし、浄土真宗本願寺派門徒などの援助・加賀国内における武士団の支持を得て、父は幸千代を加賀から追い出して、再び当主の座についた。
しかし、この奪回において本願寺門徒の力を思い知った政親が次第に本願寺門徒とそれに繋がる国人を統率しようと企てたため、本願寺門徒と窪田氏・徳田氏などの国人が互いに結びつく。父は9代将軍・足利義尚における六角高頼討伐に従軍していたが、急遽帰国した。
長享2年6月9日（1488年7月17日）、加賀石川郡高尾城を攻められ、これを抑えられずに父・政親とともに、自害した。
『官知論』の記載では、富樫政親と共に切腹した者の中に、山河又次郎という名前が見られるが、富樫政親との親子関係は不明である。